# Ihsan
Ihsane (en arabe : إحسان), également orthographié ehsane, est un terme arabe qui signifie, "perfection", "excellence" ou "embellissement" (en arabe, husn, qui signifie beauté). C'est la troisième dimension de la religion islamique (arabe: ad-din) : islam, iman et ihsane. Il s’agit de prendre sa foi intérieure (iman) et de la montrer à la fois en acte et en action à travers un effort spirituel, un sens de responsabilité sociale qui découle des convictions religieuses. Dans la religion islamique, ihsane est la responsabilité musulmane d’obtenir la perfection, ou l’excellence, dans le culte et dans le rapport à autrui, de sorte que les musulmans essaient d’adorer Dieu comme s’ils le voyaient, et bien qu’ils ne puissent pas le voir, ils croient sans doute qu’Il veille constamment sur eux. Cette définition vient du Hadith où l'archange Gabriel questionne Mahomet, lequel déclare, "[Ihsane est] d’adorer Dieu comme si tu Le voyais, car si tu ne Le voit pas, Lui te voit.". (Al-Bukhari et Al-Muslim).
Ihsane «constitue la forme la plus élevée de culte » (ibadah). C’est l’excellence dans le travail et dans les interactions sociales. Par exemple, ihsane inclut la sincérité pendant les prières musulmanes et être reconnaissant envers les parents, la famille et Dieu.
Contrairement à l'accentuation de l’islam (ce que l’on devrait faire) et iman (pourquoi on devrait faire), le concept de ihsane est principalement associé à la spiritualité et à l'intention. Celui qui "fait ce qui est beau" est appelé un muhsin. Il est généralement considéré qu’une personne ne peut atteindre le vrai ihsane qu'avec l’aide et la direction de Dieu, qui gouverne toutes choses.
Certains savants islamiques expliquent ihsane comme étant la dimension intérieure de l’islam alors que la charia est souvent décrite comme la dimension extérieure : « De la discussion précédente, il devrait être clair que tous les musulmans ne sont pas homme ou femme de foi (mu 'min), mais chaque personne de foi est un musulman. En outre, un musulman qui croit en tous les principes de l’islam n'est pas nécessairement une personne juste, bienfaisante (muhsin), mais une personne vraiment pieuse et juste est à la fois un musulman et une vraie personne de foi. »